# Francesco Castiello
Francesco Castiello (Vallo della Lucania, 13 ottobre 1942 – Roma, 31 dicembre 2024) è stato un politico italiano, senatore della Repubblica dal 23 marzo 2018 al 31 dicembre 2024 per il Movimento 5 Stelle.

## Biografia
Nato a Vallo della Lucania (Salerno), dove viveva ed esercitava l'attività professionale di avvocato cassazionista, dopo la laurea in giurisprudenza, ha lavorato in Banca d'Italia dal 1º giugno 1966 fino al 1983: dapprima, quale vincitore di concorso nella carriera direttiva come "Segretario", poi, dal 1968, a seguito di nuovo concorso, come divenuto procuratore. Nel 1983 ha lasciato l'impiego nella banca nazionale, dove aveva raggiunto la qualifica di "Primo avvocato", per dedicarsi alla carriera di magistrato del TAR, in quanto vincitore di concorso. La carriera di magistrato amministrativo, condotta in vari TAR della penisola, si è conclusa col pensionamento nel 1995.
Ha svolto varie attività di insegnamento, tenendo corsi in università e istituti di formazione.
Ha conseguito quattro lauree, tutte con 110 e tre con lode: giurisprudenza e scienze politiche all'Università di Napoli Federico II, mentre sociologia e filosofia all'Università di Urbino. Ha ricoperto il ruolo di Presidente "Fondazione Grande Lucania Onlus". 

### Elezione a senatore
Alle elezioni politiche del 2018 viene candidato al Senato della Repubblica nel collegio uninominale Campania - 11 (Battipaglia), sostenuto dal Movimento 5 Stelle (M5S), risultando eletto senatore con il 38% dei voti e sconfiggendo i candidati del centro-destra Costabile Spinelli (37,34%) e del centro-sinistra Filomena Gallo (18,1%). Nel corso della XVIII legislatura ha fatto parte della 4ª Commissione Difesa, del Comitato parlamentare per la sicurezza della Repubblica (COPASIR), della Commissione contenziosa (2018-2019) e della Commissione parlamentare d'inchiesta sul sistema bancario e finanziario (2019-2022).
Alle elezioni politiche anticipate del 2022 viene ricandidato al Senato per il M5S nel collegio uninominale Campania - 03 (Salerno), oltreché in terza posizione nel collegio plurinominale Campania - 02. Si classifica terzo nel collegio uninominale dietro ad Antonio Iannone del centro-destra (41,61%) e ad Anna Petrone del centro-sinistra (24,53%), ma è rieletto nel collegio plurinominale.
A seguito del decesso di Silvio Berlusconi, avvenuto il 12 giugno 2023, è stato il più anziano senatore eletto (con esclusione pertanto dei senatori a vita) in carica fino alla morte, avvenuta il 31 dicembre 2024 a causa dell’aggravarsi delle sue condizioni di salute.